# (33409) 1999 CD77
1999 CD77 (asteroide 33409) é um asteroide da cintura principal. Possui uma excentricidade de 0.09911440 e uma inclinação de 3.46744º.
Este asteroide foi descoberto no dia 12 de fevereiro de 1999 por LINEAR em Socorro.